# Sine Veilgaard
Sine Veilgaard (11. december 1867 i Flovtrup – 16. maj 1962) blev i 1910 valgt ind som den første lærinde i bestyrelsen for Danmarks Lærerforenings (DLF) Ålborgkreds.
Hun er kendt for sit ihærdige arbejde med at "sikre ligeløn i den offentlige sektor" sammen med Thora Pedersen, samt for at kæmpe for lige rettigheder efter første verdenskrig. Hun var i perioden 1917-19 medlem af DLFs lønkomité og optrådte i denne egenskab som taler ved både foreningens offentlige møde i maj 1919 og på det historiske møde for 2.000 kvindelige tjenestemænd i Grundtvigs Hus i juni 1919.
En særlig indsats lagde hun i DLFs udvalg for forbindelse med lærerorganisationer i ind- og udland og som deltager i internationale lærerkongresser, hvor spørgsmål om fredens bevarelse og forfølgelse af lærere i bl.a. Nazityskland stod på dagsordenen i 1930’erne. Hun skrev endvidere mange artikler om internationale, pædagogiske og fagpolitiske spørgsmål, samt anmeldte bøger i lærernes blad Folkeskolen.
Sine tog sin lærerindeeksamen fra Femmers Kvindeseminarium i 1897. Fra 1901 til sin pensionering i 1937, var hun ansat hos Kjellerupgades Skole i Ålborg.
Hendes forældre var lærer Peder Madsen (1833-93) og Pouline Nielsdatter (1841-1915).